# Marjolein van Unen
Marjolein van Unen (* 7. Dezember 1962) ist eine ehemalige niederländische Judoka. Sie gewann vier Medaillen bei Judo-Weltmeisterschaften  und war dreimal Europameisterin. Von 1997 bis 2015 war sie Trainerin des niederländischen Frauennationalteams.

## Sportliche Karriere
Marjolein van Unen trat im Schwergewicht oder in der offenen Klasse an. Im Schwergewicht gewann sie von 1978 bis 1985 sechs niederländische Meistertitel und war zweimal Zweite. Bei den Europameisterschaften und den Weltmeisterschaften 1980 belegte sie jeweils den fünften Platz im Schwergewicht. 1981 gewann sie bei den Europameisterschaften in Madrid Bronze sowohl im Schwergewicht als auch in der offenen Klasse. 1982 in Oslo gewann Marjolein van Unen das Schwergewichtsfinale gegen die Deutsche Christiane Kieburg und war damit erstmals Europameisterin. Bei den Weltmeisterschaften 1982 in Paris unterlag sie im Halbfinale des Schwergewichts Margaret Castro aus den Vereinigten Staaten, im Kampf um Bronze bezwang sie die Britin Heather Ford. Tags darauf unterlag sie im Halbfinale der offenen Klasse der Belgierin Ingrid Berghmans, anschließend verlor sie den Kampf um Bronze gegen die Deutsche Regina Sigmund.
Bei den Europameisterschaften 1983 in Genua verlor Marjolein van Unen im Schwergewichts-Halbfinale gegen die Französin Nathalie Lupino, im Kampf um Bronze siegte sie gegen Regina Siegmund. Im Jahr darauf erreichte sie bei den Europameisterschaften 1984 in Pirmasens das Finale im Schwergewicht und gewann gegen Nathalie Lupino ihren zweiten Europameistertitel. Bei den Weltmeisterschaften 1984 in Wien gewann sie im Schwergewicht eine Bronzemedaille mit einem Sieg über Regina Siegmund. In der offenen Klasse gewann sie im Halbfinale gegen die Polin Beata Maksymow und verlor im Finale gegen Ingrid Berghmans. 1985 bei den Europameisterschaften in Landskrona verlor Marjolein van Unen im Viertelfinale des Schwergewichts gegen Regina Siegmund, kämpfte sich aber mit drei Siegen zur Bronzemedaille durch. In der offenen Klasse bezwang sie im Halbfinale die Britin Theresa Hayden. Mit ihrem Finalsieg über Karin Posch aus Österreich war sie zum dritten Mal Europameisterin. Zum Abschluss ihrer aktiven Karriere trat Marjolein van Unen bei den Weltmeisterschaften 1986 in Maastricht an. Im Halbfinale des Schwergewichts bezwang sie die Britin Joanne Spinks, das Finale verlor sie gegen die Chinesin Gao Fenglian.
Marjolein van Unen wurde Judotrainerin. Von 1997 bis 2015 war sie Trainerin der niederländischen Frauen-Nationalmannschaft. Edith Bosch, Deborah Gravenstijn und Elisabeth Willeboordse gewannen in dieser Zeit insgesamt sechs olympische Medaillen, Edith Bosch und Marhinde Verkerk wurden Weltmeisterinnen und das niederländische Frauenteam gewann in dieser Zeit Mannschaftsgold sowohl bei Welt- (2010) als auch bei Europameisterschaften (2012). Als sie 2015 aus gesundheitlichen Gründen zurücktrat, war sie länger niederländische Nationaltrainerin gewesen als jeder andere in jeglicher Sportart. Seit 2016 ist sie Ritterin des Ordens von Oranien-Nassau.